# 雨季 (短篇小說)
《雨季》是史蒂芬·金所著的短篇小說，最先收錄在1989年的《午夜岩畫》雜誌，1993年，史蒂芬將故事收錄在短篇小說集《惡夢工廠》內。2006年，故事又改編成漫畫收錄在《夢之書》中。

## 故事簡介
一對年輕夫婦暑假時在緬因州的一個小鎮租了一間小屋度假。兩人初到貴境，鎮上的居民都鄭重警告他們不要外出，只是兩人不聽勸告，還嫌棄其他人。兩人駕車外出購物，遇上當地七年一遇的特大暴雨，可是降下來的不是兩水，而是滿佈利齒黑蟾蜍，黑蟾蜍最終兩人完全吞噬。